# Halgån
Halgån är ett vattendrag i nordöstra Dalarna i Rättviks kommun. Längd cirka 4 kilometer, inklusive källflöden cirka 12 kilometer. Halgån kommer från Storsjön (240 m ö.h.) och strömmar långsamt genom Järpmyran och Dansbodmyran rakt norrut mot Nedersjön (233 m ö.h.). Därifrån strömmar ån ytterligare ett par kilometer norrut, mot sjön Amungen (234,9-227,9 m ö.h.), där den mynnar i Halgviken. Några hundra meter före mynningen har den saktströmmande ån bildat en korvsjö, vars avsnörning förkortade åns lopp med ca en halv kilometer.
Viktigaste källflödet är Bondbodbäcken, som mynnar i Storsjön från söder och rinner upp i Svarttjärnen (431 m ö.h.). Som bäck störtar vattendraget alltså nästan 200 m på omkring 7 km, men som å endast omkring 15 m på 4 km.